# 魏濬 (萬曆丁丑進士)
魏濬（1549年—？），字象涵，山東青州府益都縣民籍福建福州府閩縣人，明朝政治人物。

## 生平
萬曆四年（1576年）丙子科山東鄉試第十六名，萬曆五年（1577年）丁丑科會試第二百二名，登三甲第一百七十四名進士。官開封府推官。

## 家族
曾祖魏德；祖父魏澄，曾任教諭；父魏廷秀，曾任縣丞。母薛氏。具庆下。弟魏濂、魏潢。